# Wyroby mięsne
Surowe wyroby mięsne są produktami wysokoprzetworzonymi. Powstają przez dodanie do świeżego mięsa: środków spożywczych, przypraw korzennych lub substancji dodatkowych. Surowe wyroby mięsne można także uzyskać poddając mięso procesowi niewystarczającemu do modyfikacji wewnętrznej struktury włókien mięśniowych mięsa, a więc organoleptyczne cechy świeżego mięsa ulegają zachowaniu w gotowym produkcie. Surowe wyroby mięsne z wyjątkiem tataru wymagają obróbki termicznej.

## Surowe wyroby mięsne - rodzaje
- mięso mielone garmażeryjne - mięso mielone z przyprawami i innymi składnikami[2].
- mięso na grila - surowe mięso marynowane w oleju z przyprawami[2].

- kiełbasa biała surowa[2].
- tatar[2].
- golonka surowa z przyprawami[2].